# 自励振動
自励振動（じれいしんどう、英: self-excited vibration, self-induced vibration）とは、ある系に非振動的な入力のみが加わる場合でも、その系自体の特性により系内部で非振動入力が振動に変換されて引き起こされる振動現象のことである。
実際に自励振動を原因として起きた事故として有名なものに、1940年11月に発生した初代タコマナローズ橋の崩落事故がある。タコマナローズ橋は当時の最新理論に基づき建設されたが、建設中から風による振動を繰り返し、遂に7月の開通から僅か4か月ほどしか経っていないにもかかわらず、自励振動による振幅増大によって崩壊してしまった。なお、その一部始終は映像として完全記録されており、この詳細な記録によって構造物が風を受けて生じる振動についての研究が急速に進展することとなった。

## 発生原理
自励振動を発生させる基本原理は以下の3つである。
- 非振動的エネルギーが与えられる場にあること
- 非振動エネルギーを励振力に変える機構・特性を系が有していること
- 初期外乱が与えられること

自励振動の特徴として、一旦発生するとその特性から振動が継続するが、発生しない平衡状態にあるときは全く振動しないという特徴がある。自励振動を防ぐ場合の対策は、具体的には個々の対象物の制約条件により決まるが、上記の発生条件を無くす・変えること、あるいは適切な減衰を加えることなどである。
自励振動系の典型例は減衰力の符号が負となった形で与えられるもので、減衰力が速度と同じ向きに作用することで、通常の減衰力とは異なり、時間の経過と共に振動系にエネルギを流入させていくこととなる。このような減衰力を負性抵抗、負の減衰力などと呼ぶ。1自由度のばね-質量-ダンパー系で負性抵抗を持つ場合を考えると以下の運動方程式で与えられる。
{\displaystyle m{\ddot {x}}-c{\dot {x}}+kx=0}
{\displaystyle c<2{\sqrt {mk}}}であれば、一般解は以下のようになる。
{\displaystyle x=e^{\zeta \omega _{0}t}\left[D_{1}\cos(\omega _{0}{\sqrt {1-\zeta ^{2}}}t)+D_{2}\sin(\omega _{0}{\sqrt {1-\zeta ^{2}}}t)\right]}
ここで、{\displaystyle \omega _{0}={\sqrt {k/m}}}、{\displaystyle \zeta ={\frac {c}{2{\sqrt {mk}}}}}、D1、D2：任意定数、m：質量、c：減衰係数、k：ばね定数である。すなわち、このような系では振動の振幅は指数関数的に成長することになる。
実際の系では振幅が無限にまで成長することはないので、成長の途中で機械や装置などの振動系自体が壊れる結果となるか、振幅がある程度大きくなると減衰力の符号が逆転してある程度以上に成長しないようになる結果となる。後者のような自励振動系の代表例として、以下のような運動方程式で表されるファン・デル・ポール振動子がある。
{\displaystyle {\ddot {x}}-\mu (1-x^{2}){\dot {x}}+x=0}
ここで、μは定数である。ファン・デル・ポール振動子は安定なリミットサイクルを持つ。

## 自励振動の分類と例
自励振動の主原因にもとづく分類例を以下に示す。
流体励起振動
流体を系に含む機械や構造物において流体を原因として発生する自励振動。後流渦を原因とする場合は渦振動とも呼ぶ。流体関連振動とも呼び、自励振動に限らずに流体が関連する振動全般を指す場合もある。
摩擦振動
乾摩擦が原因となって発生する自励振動。系の摩擦要素が相対滑り速度の増加とともに摩擦係数が減少する特性を持つとき発生する種類と、摩擦係数一定のクーロン力を前提にしてもバネ-摩擦-入力の組み合せにより発生する種類がある。
時間遅れ系による自励振動
時間遅れのあるフィードバック系で発生する自励振動。例として切削加工時のびびり振動などが挙げられる。機械的な系のみならず制御系で時間遅れが存在する場合にも同様な制御系に不安定振動が発生する。
係数励振振動
振動系の運動方程式の係数が周期的に変化することにより発生する振動。例としては遊戯道具のブランコなどが挙げられる。自励振動に含める場合と含めない場合がある。
自励振動の具体例を以下に示す。
- 航空機翼のフラッター現象
- ポンプのサージング現象
- カルマン渦による煙突の振動・破損
- 衝撃波自励振動
- 送電線などのギャロッピング現象
- バイオリンの弦、木管楽器のリードの振動
- チョークなどのスティックスリップ現象（英語版）[14]
- 鉄道車両の蛇行動
- 自動車などのシミー現象
- 切削加工のびびり振動
- キツツキのおもちゃ
- ブランコの遊び方